# -оним
Суффикс -оним (от ὄνυμα) — связанная морфема, которая присоединяется к концу корневого слова, образуя новое сложное слово, обозначающее определённый класс имён. В лингвистической терминологии сложные слова, образованные с помощью суффикса -оним, чаще всего используются в качестве обозначений для различных ономастических классов. Большинство ономастических терминов, образованных с помощью суффикса -оним, являются классическими сложными словами, корни которых взяты из классических языков (греческого и латинского).
Например, такие ономастические термины, как топоним и лингвоним, являются типичными классическими (или неоклассическими) сложными словами, образованными от суффикса -оним и классических (греческих и латинских) корневых слов (др.-греч. τόπος / место; лат. lingua / язык). В некоторых сложных словах морфема -оним была изменена путем замены (или удаления) буквы «о». В таких сложных словах, как ананим и метаним, правильные формы (аноним и метоним) были заняты другими значениями. Другие примеры конца XX века, такие как гиперним и характероним, обычно представляют собой избыточные неологизмы, для которых существуют более традиционные слова, образованные с полным -оним (гипероним и характероним).
Английский суффикс -onym происходит от древнегреческого суффикса -ώνυμον (ōnymon), среднего рода суффикса ώνυμος (ōnymos), имеющего определённый вид имени, от греческого ὄνομα (ónoma), эолийского греческого ὄνυμα (ónyma), «имя». Форма -ōnymos — это та форма, которую принимает ónoma, когда она является конечным компонентом бахуврихи сложного слова, но в английском языке её использование распространяется на сложные слова татпуруша.
Суффикс встречается во многих современных языках с различным написанием. Примеры: нидерландское synoniem, немецкое Synonym, португальское sinónimo, русское синоним (sinonim), польское synonim, финское synonyymi, индонезийское sinonim, чешское synonymum.
Согласно исследованию 1988 года слов, оканчивающихся на -оним, существует четыре различимых класса слов на -оним: (1) исторические, классические или, за неимением лучшего термина, естественно встречающиеся или общеупотребительные слова; (2) научная терминология, встречающаяся, в частности, в лингвистике, ономастике и т. д.; (3) языковые игры; и (4) окказионализмы. Известно, что старые термины приобретают новые, иногда противоречивые значения (например, эпоним и криптоним). Во многих случаях два или более слов описывают одно и то же явление, но никакого приоритета не прослеживается (например, некроним и пентним). Иногда создаются новые слова, значение которых дублирует существующие термины. Время от времени новые слова образуются без учёта исторических принципов.

## Слова, оканчивающиеся на -оним
- акроним: считается «словом» в его первоначальном значении, образованным из начальных букв одного или нескольких слов, которое произносится как обычное слово, например NATO, иногда в отличие от инициализма; отражает историческое развитие от начальных букв составляющих его слов.
- агоронимы: название площади или рынка.[4]
- агронимы: название поля или равнины.[4]
- аллоним: имя автора другого человека — часто имя известного человека; альтернативный термин для псевдонима.
- анакроним: акроним, настолько устоявшийся, что его происхождение как аббревиатуры больше не является широко известным, и его составляющие инициалы рискуют больше не быть узнаваемыми (смесь анахронизма и акронима).
- андроним: мужское имя,[5] или мужское имя, принятое женщиной в качестве псевдонима.
- аноним: нечто, созданное анонимно, или его создатель; неизвестный автор; этот термин сейчас обычно заменяется псевдонимом.
- анемоним: название урагана или сильного ветра[1]Ошибка: некорректно задана дата установки (исправьте через подстановку шаблона)
- анепроним: словослияние из анакронима и эпонима; первоначальный эпоним термина товарного знака, который становится настолько устоявшимся, что используется для обозначения других объектов, разделяющих его собственное определение (например, аспирин).
- антропоним: собственное имя человека, индивидуальное или коллективное.[6]
- антропотопоним: тип топонима (названия места), производного от антропонима.
- антоним: слово с прямо противоположным значением другому слову; антитеза: часто показывается в противоположных парах слов, таких как «высокий» и «низкий» (сравните с «синонимом»).
- апроним: слово, которое, как акроним или бэкроним, имеет значение, связанное со значением слов, составляющих акроним или бэкроним; например, PLATO для «Programmed Logic for Automated Teaching» (Программируемая логика для автоматизированного обучения), намекая на Платона, философа и учителя.
- аптоним: имя, соответствующее профессии или физическим свойствам его владельца, например, «Goldsmith» (Золотых дел мастер) или «Longman» (Длинный человек) (сравните с «характеронимом») — придумано Франклином П. Адамсом.
- астероидоним: собственное имя астероида.[7]
- астионим: название города.[7]
- астроним: название звезды (или, в более широком смысле, созвездия или другого небесного тела).[7]
- автоэтноним: этноним эндонимического (местного) происхождения, созданный и используемый этнической группой в качестве самоназвания (см. также: эндоэтноним).
- автоглоссоним или автоглоттоним: глоссоним / глоттоним (название языка) эндонимического (местного) происхождения, созданный и используемый носителями языка в качестве обозначения своего языка.
- автолингвоним: лингвоним (название языка) эндонимического (местного) происхождения, то же, что автоглоссоним / автоглоттоним (см. также: эндолингвоним).[8]
- автоним: Ботаническая номенклатура для автоматически создаваемого названия. Не путать с ономастическим автонимом, ранее использовавшимся как вариант термина эндоним.
- бэкроним: обычное слово, понимаемое как (обычно забавный или ироничный) акроним (словослияние back + acronym), например, Fiat, понимаемый как «Fix It Again Tomorrow» (Почини это снова завтра).
- базионим: первое опубликованное название биологического таксона (вида, рода и т. д.), которое остаётся определяющим названием таксона, даже если таксон был перенесён в новое название.
- каконим: плохое имя, либо из-за плохого образования (например, путем смешивания греческого и латинского), либо из-за неприятности (например, из-за длины или какофонии).[9]
- капитоним: слово, которое меняет свое значение (а иногда и произношение), когда оно пишется с заглавной буквы, например, March (март) и march (марш) или Polish (польский) и polish (полировать).
- характероним: имя вымышленного персонажа, отражающее его черты характера, например, шекспировские Пистоль или Боттом (сравните с «аптонимом»).
- хороним: собственное имя региона или страны.[10]
- хрематоним: собственное имя конкретного (уникального) объекта, природного или искусственно созданного. Например: Алмаз Надежды (собственное имя известного алмаза), Гобелен из Байё (собственное имя известного гобелена) или орган Ванамейкера (собственное имя известного музыкального инструмента).[10]
- хрезоним: Биол. использование таксономического названия; исторически иногда назывался синонимом. Иногда делится на ортохрезонимы (правильное употребление) и гетерохрезонимы (названия, применяемые неправильно).
- хрононим: собственное имя периода времени, например, бронзовый век или средневековье.[11]
- кометоним: собственное имя кометы.[12]
- комоним: название деревни.[13]
- контрним или антагоним или автоантоним: слово, которое может иметь противоположные значения в разных контекстах, например, cleave, означающее «склеивать» или «расщеплять».
- космоним: собственное имя космографического объекта за пределами Земли.[14]
- криптоним: кодовое имя; слово или имя, используемое тайно для обозначения другого имени или слова.
- демоним: название, производное от названия места, для жителей этого места (например, Utahn от Utah или Sioux Cityan от Sioux City) — придумано Джорджем Х. Шитцем, по словам Пола Диксона в What Do You Call a Person From...? A Dictionary of Resident Names.[15] Этот термин впервые появился в печати в 1988 году в Names' Names: A Descriptive and Prescriptive Onymicon Джорджа Х. Шитца.[16] См. также таксоним.
- дромоним: название дороги или любого другого пути сообщения или транспорта по суше, воде или воздуху.[17]
- дримоним: собственное имя леса.[18]
- экклезиастоним: название, относящееся к членам религиозного образования, например, методист, протестант, растафарианин, викканин (от греч. ekklisiastís — «прихожанин»).
- экклезионим: название церкви.[18]
- эндохороним: хороним (название региона или страны) эндонимического (местного) происхождения, созданный и используемый коренным населением в качестве обозначения своего региона или страны.[19]
- эндоэтноним: этноним эндонимического (местного) происхождения, созданный и используемый этнической группой в качестве самоназвания (см. также: автоэтноним).[20]
- эндолингвоним: лингвоним (название языка) эндонимического (местного) происхождения, созданный и используемый носителями языка в качестве обозначения своего языка (см. также: автолингвоним).[21][8]
- эндоним: самоназвание, данное местными жителями места или группой людей; ранее также известен как автоним, но этот термин является полисемичным (не путать с автонимом в ботанике).
- эндотопоним: тип топонима (названия места) эндонимического (местного) происхождения, созданный и используемый коренным населением в качестве обозначения какой-либо топонимической особенности на их родине.[20]
- эпоним: ботаническое, зоологическое, художественное или географическое название, производное от имени реального или легендарного человека; имя реального или гипотетического человека, от имени которого произошло ботаническое, географическое, художественное или зоологическое название; человек, в честь которого названо медицинское состояние, или состояние, названное таким образом. Тип таксонима.
- эргоним: название зарегистрированного рабочего образования, например, мастерской, компании или любой фирмы в целом.[22]
- этнохороним: хороним, производный от этнонима.[23]
- этногидроним: гидроним, образованный от этнонима.[24]
- этноним: название этнической группы.[25]
- этнотопоним: тип топонима, образованный от этнонима.[26]
- экзохороним: хороним (название региона или страны) экзонимического (иностранного) происхождения, созданный и используемый теми, кто не принадлежит к коренному населению данной территории.[23]
- экзоэтноним: этноним экзонимического (иностранного) происхождения, созданный и используемый в качестве обозначения этнической группы теми, кто к ней не принадлежит.[20]
- экзолингвоним: лингвоним (название языка) экзонимического (иностранного) происхождения, созданный и используемый теми, кто не является носителем этого языка.[21]
- экзоним: название, используемое одной группой людей для другой группы, которая называет себя другим именем, например, «немцы» для «Deutsche»; название места, используемое одной группой, которое отличается от названия, используемого людьми, живущими там, например, «Кёльн» для «Köln».[27]
- экзотопоним: тип топонима (названия места) экзонимического (иностранного) происхождения, созданный и используемый теми, кто не принадлежит к коренному населению региона, в котором находится данный топонимический объект.[20]
- гамоним: имя, даруемое в результате брака. Джуди Джонс вышла замуж за графа Стивена Смита: её гамонимы включают миссис Стивен Смит, Джуди Смит и графиня Смит.
- геоним: название географического объекта на Земле.[28]
- гляционим: название ледника.[29]
- глоссоним или глоттоним: название языка.
- гиноним: женское имя,[30] или женское имя, принятое мужчиной в качестве псевдонима.
- агионим: имя святого.[29]
- агиотопоним: тип топонима (названия места), производного от агионима (имени святого).[31]
- гелоним: название болота, трясины или топи.[31]
- гетерохрезоним: (биологическая таксономия) см. хрезоним.
- гетероним: слово, которое пишется так же, как другое, но имеет другое звучание и значение, например, «bow» в значении «нос корабля» или «лук и стрелы» (сравните «омоним»).
- одоним: название улицы или дороги (также одоним).[32]
- голоним: слово, обозначающее целое, частью которого являются другие слова, например, «дом» содержит «крышу», «дверь» и «окно»; или «автомобиль» содержит «руль» и «двигатель» (сравните «мероним»).
- омоним: 1: a: слово, произносимое как другое, но отличающееся по значению, происхождению или написанию, также известное как омофон (например, to, too, two). b: слово, написанное как другое, но отличающееся по происхождению, значению или произношению, также известное как омограф или гетероним (lead — вести и lead — свинец). Сравните автоантоним, контрним и гетероним. c: слово, написанное и произносимое как другое, но отличающееся по значению (pool — лужа и pool — бильярд). 2: тёзка. 3: Биол. таксономическое обозначение, идентичное другому обозначению того же ранга, но основанное на другом типе; только один из омонимов считается действительным обозначением (см. омоним (биология)). Сравните с синонимом.
- гидроним: название реки, озера, моря или любого другого водного объекта.[33]
- гиперним: иногда пишется как гипероним, родовое слово, обозначающее класс или группу равноправных элементов, например, «дерево» для «бук» или «вяз», или «дом» для «шале» или «бунгало». Гиперним считается «вышестоящим» по отношению к гипониму.
- гипокоронимы, гипокористика или гипокористическое: разговорное, обычно неофициальное, название сущности; уменьшительно-ласкательное имя или «прозвище».
- гипоним: элемент, принадлежащий к родовому классу или группе и равноправный в нём, например, «лилия» или «фиалка» в классе «цветы»; или «лимузин» или «хэтчбек» в классе «автомобили». Гипоним считается «подчинённым» гиперниму.
- инсулоним: название острова.[34]
- изоним: 1: слово, имеющее тот же корень или основу, что и другое — также известное как пароним. Сравните экзоним, гетероним, пароним и синоним. 2: фамилия одного человека, которая совпадает с фамилией другого человека.[35][36] 3: Биол. таксономическое обозначение, идентичное другому обозначению и основанное на том же типе, но опубликованное в разное время теми же или другими авторами (см. изоним (таксономия)).
- лимноним: название озера или пруда.[37]
- логоним: полисемичный термин с несколькими значениями.[38]
- лингвоним: название языка.
- макротопоним: тип топонима, обозначающий важный топонимический объект, имеющий более широкое (региональное, национальное, континентальное, глобальное) значение.[39]
- мероним: слово, называющее часть, принадлежащую и, следовательно, подчинённую более крупному образованию; отношение часть-целое, например, «дверь» или «окно» в «доме», или «двигатель» или «руль» в «автомобиле» (сравните «голоним»).
- метеороним: собственное имя метеора.[40]
- метоним: слово, заменяющее часть целого, с которым оно связано, например, «корона» для «монарха»; метонимия — это фигура речи, включающая метоним.
- матроним или матроним: имя человека со ссылкой на имя его матери (в отличие от «патронима»).
- мононим: слово, обозначающее «единое имя», обычно применяемое к людям, например, Мадонна или Платон.
- морфоним: название таксономического вида.[41][42]
- микротопоним: тип топонима, который используется локально, в качестве обозначения какого-либо топонимического объекта, имеющего только местное значение.[43]
- некроним: ссылка на имя или имя умершего человека.
- нумероним: слово, основанное на числе.
- океаноним: название океана.[44]
- одоним: название улицы или дороги (также одоним).[32]
- ойконим, также (латинизированное) ойконим или эконим: название дома или другого здания.[45]
- ороним: 1: название холма, горы или горного хребта;[46] 2: неологизм для одинаково звучащих (омофонических) слов или фраз.
- ортоним: правильное слово для понятия в определённом языке. В некоторых религиозных и идеологических культах — то, которое появляется в базе данных идеологического или религиозного реестра имён (например, церковный или националистический гражданский реестр).
- ортохрезоним: (биологическая таксономия) см. хрезоним.
- педоним: имя, принятое от имени ребёнка, как в кунье исламских имён или когда человека идентифицируют по имени его ребёнка («папа Тима»).[47]
- пароним: слово, родственное другому слову и происходящее от того же корня; родственное слово, например, dubious и doubtful.
- патроним или отчество: имя, принятое от имени отца или предка, например, «Johnson» от «John», «MacDonald» от «Donald», «O'Brien» от «Brien» или «Ivanovich» от «Ivan».
- пелагоним: название моря.[48]
- фалероним: название медали или любой другой почётной награды.[48]
- фантоним: слово, которое выглядит так, как будто оно означает одно, а на самом деле означает совсем другое. Например, «noisome» означает «вонючий» или «нездоровый», а не «шумный».
- фитоним: название отдельного растения.[49]
- планетоним: собственное имя планеты.[49]
- плезионим или почти синонимы: слово, которое почти синонимично другому слову, но не совсем.
- поэтоним: вымышленное или литературное имя[1]Ошибка: некорректно задана дата установки (исправьте через подстановку шаблона)
- политоним: название, относящееся к членам политического образования.
- потамоним: название реки или ручья.[50]
- просопоним: личное имя; полное имя отдельного человека.[51]
- псевдоним: ложное и вымышленное имя, особенно принятое автором; литературный псевдоним.
- ретроним: сложное или изменённое существительное, заменяющее исходное простое существительное, например, «аналоговые часы» теперь означают то, что раньше означали «часы» до изобретения цифровых часов, а мотоциклы стали «одиночными мотоциклами», когда другие были построены с колясками.
- спелеоним: название пещеры или какого-либо другого подземного объекта.[52]
- синоним: 1: слово, эквивалентное по значению или почти эквивалентное другому слову; слово, которое можно заменить другим словом, имеющим то же или подобное значение, например, near и close (сравните «антоним»). 2: В биологии одно или несколько названий, данных одному и тому же таксону, и поэтому считаются эквивалентными. Обычно только одно из них считается правильным (старший синоним в зоологической таксономии, принятое название в ботанической таксономии), в то время как другие считаются устаревшими (см. синоним (таксономия)).
- тавтоним: биномиальное название или научное название в таксономии живых существ, в котором родовое и видовое названия совпадают, например, Горилла горилла; научное название, в котором видовое название повторяется, например, Homo sapiens sapiens в отличие от Homo sapiens neanderthalensis; компонент существительного, который повторяется, например, ай-ай или tom-tom; личное имя, где и имя и фамилия идентичны, например, Francis Francis.
- таксоним: название, используемое в классификационных или идентификационных целях, обычно обозначающее отношение к чему-либо. Таксонимы включают биномиальные названия, названия клад или таксонов, демонимические названия, этнонимы и эпонимы. Примеры включают canine, hominid и Dryad.
- тектоним: имя, которое относится к родителю по имени одного из его детей.
- текстоним: слово, которое генерируется одной последовательностью цифр, набранных на мобильном телефоне; например, 726 даёт pam, ram, sam и ran. Также называются гомонумерическими словами.[53]
- теоним: имя бога или богини.[54] Названия, которые общества дают своим богам, иногда полезны для понимания происхождения их языка, а также их взгляда на конкретное божество. Анализ теонимов был полезен для понимания связей индоевропейских языков и, возможно, их религий, в частности. В авраамических религиях происхождение и значение тетраграмматона иногда считается имеющим важное историческое или даже метафизическое значение.
- тероним: название — особенно название продукта — производное от названия животного.[55]
- топоантропоним: антропоним, производный от топонима.[56]
- топоэтноним: этноним, производный от топонима.[57]
- 'топоним: название места или географическое название; название области человеческого тела в отличие от названия органа.
- тропоним: глагол, передающий значение, которое является частным случаем значения другого глагола. Например, to duel (драться на дуэли) является тропонимом to fight (сражаться); to write (писать) является тропонимом to communicate (общаться) и т. д. Понятие тропонима для глаголов аналогично понятию гипонима для существительных.
- урбаноним: название городского элемента (улицы, площади и т. д.) в городах и посёлках.[58]
- зооним: название животного.[59]

## Внешние ссылки
- Слова, оканчивающиеся на nym : Слова, оканчивающиеся на nym
- Слова на Nym
- Оними